# 古斯塔夫·索博特卡
古斯塔夫·索博特卡（Gustav Sobottka，1886年7月12日—1953年3月6日）是一位德国共产主义政治人物，曾在納粹德國时期流亡国外，後來于1945年回国，並任乌布利希组梅克伦堡地区的领导人，后在東德政府里工作。1953年3月5日，他听闻约瑟夫·斯大林去世，悲伤过度，次日于柏林去世。